# Отто Фінке
Отто Фінке (нім. Otto Finke; 24 вересня 1915, Паданг — 4 жовтня 1943, Атлантичний океан) — німецький офіцер-підводник, капітан-лейтенант крігсмаріне.

## Біографія
3 квітня 1936 року вступив на флот. З січня 1940 року служив у 12-й флотилії мінних тральщиків. З серпня 1940 року — командир мінного тральщика і групи 42-ї флотилії мінних тральщиків. З вересня 1941 по березень 1942 року пройшов курс підводника. З березні переданий в розпорядження 3-ї флотилії підводних човнів, з травня по листопад — 1-й вахтовий офіцер флотилії. З 3 лютого 1943 року — командир підводного човна U-279. 4 вересня 1943 року вийшов у свій перший і останній похід. 4 жовтня U-279 був потоплений в Північній Атлантиці південно-західніше Ісландії (60°40′ пн. ш. 26°30′ зх. д.) глибинними бомбами американського патрульного літака «Вентур». Всі 48 членів екіпажу загинули.

## Звання
- Кандидат в офіцери (3 квітня 1936)
- Морський кадет (10 вересня 1936)
- Фенріх-цур-зее (1 травня 1937)
- Оберфенріх-цур-зее (1 липня 1938)
- Лейтенант-цур-зее (1 жовтня 1938)
- Оберлейтенант-цур-зее (1 жовтня 1940)
- Капітан-лейтенант (1 жовтня 1943)

## Нагороди
- Залізний хрест
  - 2-го класу (1940)
  - 1-го класу (1941)
- Нагрудний знак мінних тральщиків (1941)